# D.R. Meredith
Pour les articles homonymes, voir Meredith.
D.R. Meredith, nom de plume de Doris R. Meredith, née en 1944 en Oklahoma, aux États-Unis, est une femme de lettres américaine, auteure de roman policier.

## Œuvre

### Romans

#### SérieThe Sheriff
- The Sheriff and the Panhandle Murders (1984) Publié en français sous le titre Secoue-toi, shérif, Paris, Éditions Gallimard, coll. « Série noire » no 2027 (1985)  (ISBN 2-07-049027-0)
- The Sheriff and the Branding Iron Murders (1985)
- The Sheriff and the Folsom Man Murders (1987)
- The Sheriff and the Pheasant Hunt Murders (1993)
- The Homefront Murders (1994)

#### SérieJohn Lloyd Branson
- Murder by Impulse (1987)
- Murder by Deception (1989)
- Murder by Masquerade (1990)
- Murder by Reference (1991)
- Murder by Sacrilege (1993)

#### SérieMattie Jo Hunter
- A Time Too Late (1993)
- The Reckoning (1993)

#### SérieMegan Clark
- Murder in Volume (2000)
- By Hook or by Book (2000)
- Murder Past Due (2001)
- Tome of Death (2005)
- Murder by the Book (2006)

#### SérieMcDade Family
- Retrospective (2014)

### Novellas
- Highwater Texas, Population: 455 (2012)
- Incident on 6th Street (2013)
- Mummy No. 50 (2013)
- One Strike Too Many (2014)
- Windkill (2014)

## Sources
: document utilisé comme source pour la rédaction de cet article.
Claude Mesplède et Jean-Jacques Schleret, Les Auteurs de la Série noire p. 335, Joseph K. (1996)  (ISBN 9-782-91068611-6)